# Kultura polichroniczna
Kultura polichroniczna – kategoria kultury określana w kontekście postrzegania czasu. Jest definiowana przy pomocy opozycji do kultury monochronicznej. Pojęcia kultury mono- i polichronicznej stworzył Edward Hall.
Czas polichroniczny charakteryzuje się zajmowaniem się kilkoma rzeczami jednocześnie i przykładaniem dużej wagi do kontaktów społecznych. Przedstawiciele kultur polichronicznych większą wagę przykładają do relacji międzyludzkich niż do trzymania się terminów. Gdy w czasie drogi na umówione spotkanie dana osoba spotka dawno niewidzianego znajomego, ważniejsza będzie rozmowa z nim niż przyjście na spotkanie na czas. Bardzo ważne są relacje rodzinne i przyjacielskie. Spóźnianie się jest czymś powszechnie akceptowanym. W krajach południowych w dobrym stylu jest przyjście pół godziny, czy nawet godzinę po ustalonej godzinie spotkania. Czas polichroniczny jest bardziej płynny niż monochroniczny i może być porównany raczej do punktu niż do drogi.
Przestrzeń w tego typie kulturze jest niepodzielona, ułatwiająca rozmowy i interakcje międzyludzkie. Ważniejsze są przyjaźnie i bliższe znajomości niż oficjalne kontakty.
W odniesieniu do Europy można zauważyć, że kraje Europy Północnej są przeważnie monochroniczne, jak Niemcy, a im dalej na południe, tym „zegar zaczyna bić wolniej” a „terminy stają się coraz bardziej płynne”, aż na południe Włoch, do Sycylii.
Zróżnicowanie mono-polichroniczne ma zastosowanie nie tylko do całych krajów, ale także w ich obrębie. W kraju o kulturze polichronicznej niektóre miasta mogą być bardziej monochroniczne. Też zwykle obszary bardziej uprzemysłowione są tymi o kulturze wyraźniej monochronicznej niż mniej zurbanizowane części kraju.
Możliwe jest, że kultury zaliczane początkowo do mono- czy polichronicznych po jakimś czasie zmienią swój profil i zaczną się kwalifikować do przeciwnej kategorii. Przykładowo, Japonia, zaliczana kiedyś do kultur polichronicznych, dzisiaj ma cechy kultury monochronicznej. Podobnie Singapur – kultura tego kraju kiedyś uznawana za polichroniczną jest obecnie uznawana za kulturę umiarkowanie monochroniczną. Te dwa kraje są dowodem na to, że kultury się zmieniają, aczkolwiek powoli.
Uwzględnienie różnic pomiędzy kulturami mono- i polichronicznymi ma praktyczne zastosowanie w negocjacjach międzynarodowych.